# Hustoty látek
Tento seznam uvádí v abecedním pořadí hustoty látek. Seznam je neúplný. U některých látek s ne zcela přesně definovaným složením nebo strukturou je uveden interval nebo přibližná hodnota. Není-li uvedeno jinak, jedná se o údaj za běžného tlaku a teplotě 20 °C. Hustota je uvedena v kg/m³.
Látky jsou seskupeny podle typu:

## Pevné látky (kg/m³)
- Aerogel 191–200[1]
- Apatit 3 160–3 220
- Aragonit 2 950
- Asfalt 1 070–1 200
- Azbest 2 050–2 800
- Azbestová lepenka 1 200
- Beton 1 800–2 200
- Břidlice 2 600–2 900
- Cihla 1 400–2 000
- Cukr 1 600
- Hlína 1 800–2 600
- Kaolín 2 200
- Kaučuk (surový) 940
- Křemen 2 600
- Křída 1 800–2 600
- Mramor 2 600–2 900
- Papír tiskový 700–1 400, papír s nejvyšší pórovitostí 500–600[2]
- Pískovec 1 900–2 700
- Porcelán 2 100–2 400
- Pryž 1 150–1 350
- Rašelina 330–410
- Rula 2 400–2 700
- Sklo (křemenné) 2 400–2 800
- Sůl (kuchyňská) 2 160
- Země 5 515
- Zirkon 4 600–4 700
- Žula 2 600–2 900

### Plasty
- Akrylonitrilbutadienstyren (ABS) 1 045
- Bakelit 1 270
- Pertinax 1 450
- Polyamid 6 1 150
- Polyethylen rozvětvený (rPE) (Bralen) 930
- Polyethylentereftalát (PETP) 1 350
- Polyformaldehyd (POM) 1 420
- Polyfenylenoxid (PPO/PS) (Noryl) 1 080
- Polykarbonát (PC) 1 220
- Polymléčná kyselina (PLA) 1 250
- Polymethylmethakrylát (PMMA) (Umaplex) 1 180
- Polypropylen (PP) 910
- Polystyren (PS) 1 050
- Polytetrafluorethylen (PTFE) (Teflon) 2 170
- Polyvinylchlorid (PVC) 1 370

### Dřevo(suché / čerstvé)
- Balsa 130–230 / ?
- Borovice 500–600 / 900
- Bříza 630–740 / 940
- Buk 720 / 980
- Cedr 570 / ?
- Dub 610–1 170 / ?
- Eben 1 260 / ?
- Habr 760 / 1 040
- Hruška 730 / ?
- Jabloň 730 / ?
- Jasan 700–840 / ?
- Jedle 620 / ?
- Korek 150– 200, podle tabulek pro základní školu (Prometheus) 250 kg/m³
- Lípa 600 / ?
- Mahagon 700 / ?
- Modřín 680 / ?
- Ořech 680–920 / ?
- Smrk 455 / ?
- Švestka 870 / ?
- Topol 390–510 / ?
- Zimostráz vždyzelený 970 / 1 200

### Uhlí
- Černé uhlí 905 ( hustota je pod 1000,  uhlí plave)
- Dřevěné uhlí 182,5 (pravděpodobně se taky jedná se o sypnou hmotnost, dřevěné uhlí však plave)
- Hnědé uhlí 715 (jedná se o sypnou hmotnost, hustota je nad 1000, jinak by uhlí plavalo)

### Železo
- Chemicky čisté 7 860
- Bílá litina 7 580–7 730
- Šedá litina 7 030–7 130
- Tekuté železo 6 900
- Uhlíková ocel 7 850
- Nerezová ocel 8 000

### Bronz
- Cínový (8 % Sn) 8 800
- Hliníkový (9 % Al) 8 200
- Niklový 8 800
- Olověný (25 % Pb) 8 800

### Slitiny
- Dural 2 800
- Elektron (slitina hořčíku) (90 % Mg) 1 810
- Mosaz (70 % Cu) 8 400–8 750

### Prvky
- Aktinium (Ac) 10 000
- Americium (Am) 13 670
- Antimon (Sb) 6 697
- Arsen (As) 5 270
- Baryum (Ba) 3 510
- Berkelium (Bk) (α) 14 780
- Berkelium (Bk) (β) 13 250
- Beryllium (Be) 1 850
- Bismut (Bi) 9 780
- Bor (B) 2 340
- Cer (Ce) 6 770
- Cesium (Cs) 1 879
- Cín (Sn) (bílý) 7 260
- Cín (Sn) (šedý) 5 769
- Curium (Cm) 13 510
- Draslík (K) 890
- Dysprosium (Dy) 8 540
- Einsteinium (Es) 8 840
- Erbium (Er) 9 066
- Europium (Eu) 5 264
- Fosfor (P) (bílý) 1 823
- Fosfor (P) (černý) 2 690
- Fosfor (P) (červený) 2 340
- Francium (Fr) 1 870
- Gadolinium (Gd) 7 900
- Gallium (Ga) 5 910
- Germanium (Ge) 5 323
- Hafnium (Hf) 13 310
- Hliník (Al) 2 700
- Holmium (Ho) 8 790
- Hořčík (Mg) 1 738
- Chrom (Cr) 7 150
- Indium (In) 7 310
- Iridium (Ir) 22 560
- Jod (I) 4 933
- Kadmium (Cd) 8 650
- Kalifornium (Cf) 15 100
- Kobalt (Co) 8 900
- Křemík (Si) 2 330
- Lanthan (La) 6 170
- Lithium (Li) 534
- Lutecium (Lu) 9 841
- Mangan (Mn) 7 210
- Měď (Cu) 8 960
- Molybden (Mo) 10 280
- Neodym (Nd) 7 010
- Neptunium (Np) 20 200
- Nikl (Ni) 8 908
- Niob (Nb) 8 570
- Olovo (Pb) 11 340
- Osmium (Os) 22 590
- Palladium (Pd) 12 023
- Platina (Pt) 21 450
- Plutonium (Pu) 19 816
- Polonium (Po) (α) 9 169
- Polonium (Po) (β) 9 398
- Praseodym (Pr) 6 770
- Promethium (Pm) 7 260
- Protaktinium (Pa) 15 370
- Radium (Ra) 5 500
- Rhenium (Re) 21 020
- Rhodium (Rh) 12 410
- Rtuť (Hg) 13 534
- Rubidium (Rb) 1 532
- Ruthenium (Ru) 12 450
- Samarium (Sm) 7 520
- Selen (Se) (šedý) 4 810
- Selen (Se) (α) 4 390
- Síra (S) (α) 2 070
- Síra (S) (β) 1 960
- Síra (S) (γ) 1 920
- Skandium (Sc) 2 985
- Sodík (Na) 968
- Stroncium (Sr) 2 640
- Stříbro (Ag) 10 490
- Tantal (Ta) 16 690
- Technecium (Tc) 11 000
- Tellur (Te) 6 240
- Terbium (Tb) 8 230
- Thallium (Tl) 11 850
- Thorium (Th) 11 700
- Thulium (Tm) 9 320
- Titan (Ti) 4 506
- Uhlík (C) (diamant) 3 513
- Uhlík (C) (grafit) 2 267
- Uran (U) 19 050
- Vanad (V) 6 110
- Vápník (Ca) 1 550
- Wolfram (W) 19 250
- Ytterbium (Yb) 6 900
- Yttrium (Y) 4 470
  - Zinek (Zn) 7 140
  - Zirkonium (Zr) 6 520
- Zlato (Au) 19 320
- Železo (Fe) 7 860

## Kapaliny (kg/m³)
- Aceton 789,9
- Anilin 1 027
- Benzín 690
- Brom (Br) 3 102,8
- Éter 736
- Kyselina dusičná 1 510
- Kyselina sírová (koncentrát) 1 835
- Kyselina chlorovodíková (koncentrát) 1 210
- Ethanol 789
- Mléko 1 030
- Olej olivový 910
- Olej terpentinový 860
- Rtuť (Hg) 13 534
- Voda (při 4 °C) 999,97
- Voda (při 20 °C) 998,2
- Voda (mořská) 1 026
- Víno 990

## Člověk (kg/m³)
- Kosti 1 700–2 000
- Kůže 850–1 000
- Lidské tělo 985
- Lidské tělo (po nadechnutí) 945
- Lidské tělo (po vydechnutí) 1 025
- Tuk 940

## Plošná a délková hustota
Pro některé výrobky se v praxi používají výrazy plošná hustota, též gramáž (g/m², papír), případně délková hustota (kg/m, např. drát, vlákno).